# Flotilda Sequeira Hermenegildo da Costa
Flotilda Sequeira Hermenegildo da Costa ist eine Politikerin aus Osttimor. Sie ist Mitglied der Partido Democrático (PD).

## Werdegang
Costa ging von 1996 bis 1999 auf die katholische Präsekundarschule (SMPK) Paulus VI in Dili, von 1999 bis 2001 auf die Senior High School SMU Katolik St. Maria im indonesischen Surabaya und von 2001 bis 2002 auf die SMU Katolik Giovanni in Kupang (indonesisches Westtimor). 2010 erhielt sie von der Universidade da Paz (UNPAZ) in Dili einen Bachelortitel in internationale Beziehungen. Danach arbeitete Costa ein Jahr lang beim Entwicklungsprogramm der Vereinten Nationen als Finanz- und Verwaltungsassistentin. Von 2012 bis 2014 war sie beim International Republican Institute als Programmassistentin angestellt und seit 2015 als Verwaltungsassistentin bei der UNESCO in Osttimor.
Bei den Parlamentswahlen in Osttimor 2017 kandidierte Costa auf Platz 9 der Parteiliste der PD, scheiterte aber, da die PD nur sieben Sitze im Nationalparlament Osttimors gewann. Da aber Regierungsmitglieder auf ihren Parlamentssitz verzichten müssen, rückte Costa als Abgeordnete nach. Sie trat ihr Amt nicht an, so dass wiederum Luís Mendes Ribeiro für sie in das Parlament nachrückte.
Bei den Parlamentswahlen 2018 kandidierte Costa nicht mehr.

## Sonstiges
Costa spricht neben den osttimoresischen Sprachen Tetum und Baikeno noch Bahasa Indonesia und Englisch.